# Ulrich Schmidl
Ulrich Schmidl, também grafado como Ulrico Schmidl ou Ulrich Schmidel (Straubing, 1510 — Ratisbona, c. 1581) foi um soldado, viajante e cronista bávaro. Atuou como mercenário lansquenete na região da bacia do rio da Prata, entre as décadas de 1536 e 1553, a serviço da Coroa Espanhola. Ao retornar a Europa, em 1554, se converteu ao protestantismo e escreveu um relato de viagem sobre sua experiência no continente americano. Sua obra intitulada "História verdadeira de uma viagem curiosa feita por U. Shmidel" foi publicada originalmente em Frankfurt no ano de 1567.

## A "História verdadeira"
A narrativa da "História verdadeira de uma viagem curiosa feita por U. Shmidel" descreve os percalços pelos quais os europeus passaram ao atravessar a bacia do rio da Prata, seus contatos com uma variedade de povos indígenas da região, bem como, a fundação dos primeiros povoamentos coloniais espanhóis, como Buenos Aires e Assunção. Consiste em um documento de notória relevância histórica sobre as primeiras décadas da colonização europeia no século XVI, especificamente, da região que veio a se constituir, séculos depois, como parte dos países Argentina, Paraguai e Brasil.

## Edições e traduções do livro
O livro de Ulrich Schmidl teve origem no testemunho escrito à mão pelo autor, em alemão, após seu retorno para a Europa em 1554, chamado pela historiografia de "manuscrito de Stuttgart", que só veio a ser publicado pela primeira vez no ano de 1567. Deste manuscrito foram feitas diversas cópias que divergem entre si em relação a detalhes da narrativa e na inserção de mapas e ilustrações alheias ao original. Durante a Idade Moderna era comum copistas, tipógrafos e editores alterarem os textos que copiavam ou editavam na tentativa de corrigir algo ou, até mesmo, adaptar ao que consideravam ser esperado pelo público leitor. Destas cópias originaram-se muitas reedições do livro que continuar a receber novas edições até hoje. 

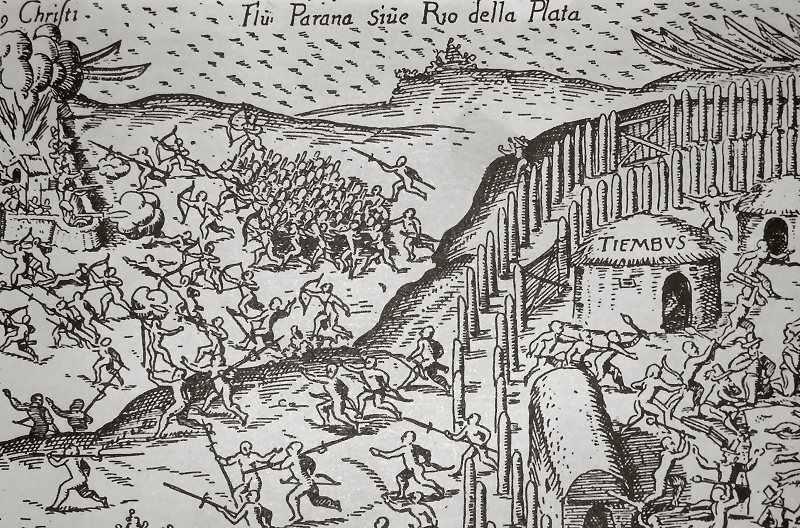
Exemplo de uma xilogravura feita por Levinus Hulsius que ilustra um ataque ao Forte de Espírto Santo às margens do Rio Paraná na região da Bacia do Prata

No século XVI, a primeira edição foi lançada em alemão por Martín Lechler, em 1567, na feira do livro da cidade de Frankfurt. Três décadas depois, uma popular edição surgiu feita pelo gravurista e editor Theodore de Bry. Publicada no sétimo volume da coleção Grandes Viagens (1597), publicada em alemão, esta versão veio acompanhada de calcografias que ilustravam as descrições de Ulrich Schmidl. Dois anos depois, em 1599 Théodore de Bry publicou uma tradução para o latim. No mesmo ano, o editor Levinus Hulsius publicou uma segunda tradução para o latim, também inserindo xilogravuras para ilustrar a narrativa.

### Obras similares
Tanto a viagem de Ulrich Schmidl, quanto a publicação de seu livro, são contemporâneas e similares as de outros cronistas e crônicas como demostra a tabela a seguir:
| Cronista       | Origem    | Obra                                           | Ano  |
| -------------- | --------- | ---------------------------------------------- | ---- |
| Cabeza de Vaca | espanhola | Naufrágios e Comentários                       | 1555 |
| Hans Staden    | germânica | Duas Viagens ao Brasil                         | 1557 |
| André Thévet   | francesa  | Singularidades da França Antártica             | 1558 |
| Jean de Léry   | francesa  | História de uma Viagem Feita à Terra do Brasil | 1578 |